# Felix Sturm
Adnan Ćatić (Leverkusen, 31 januari 1979), beter bekend als Felix Sturm, is een Duits middengewicht bokser die oorspronkelijk uit Bosnië komt.

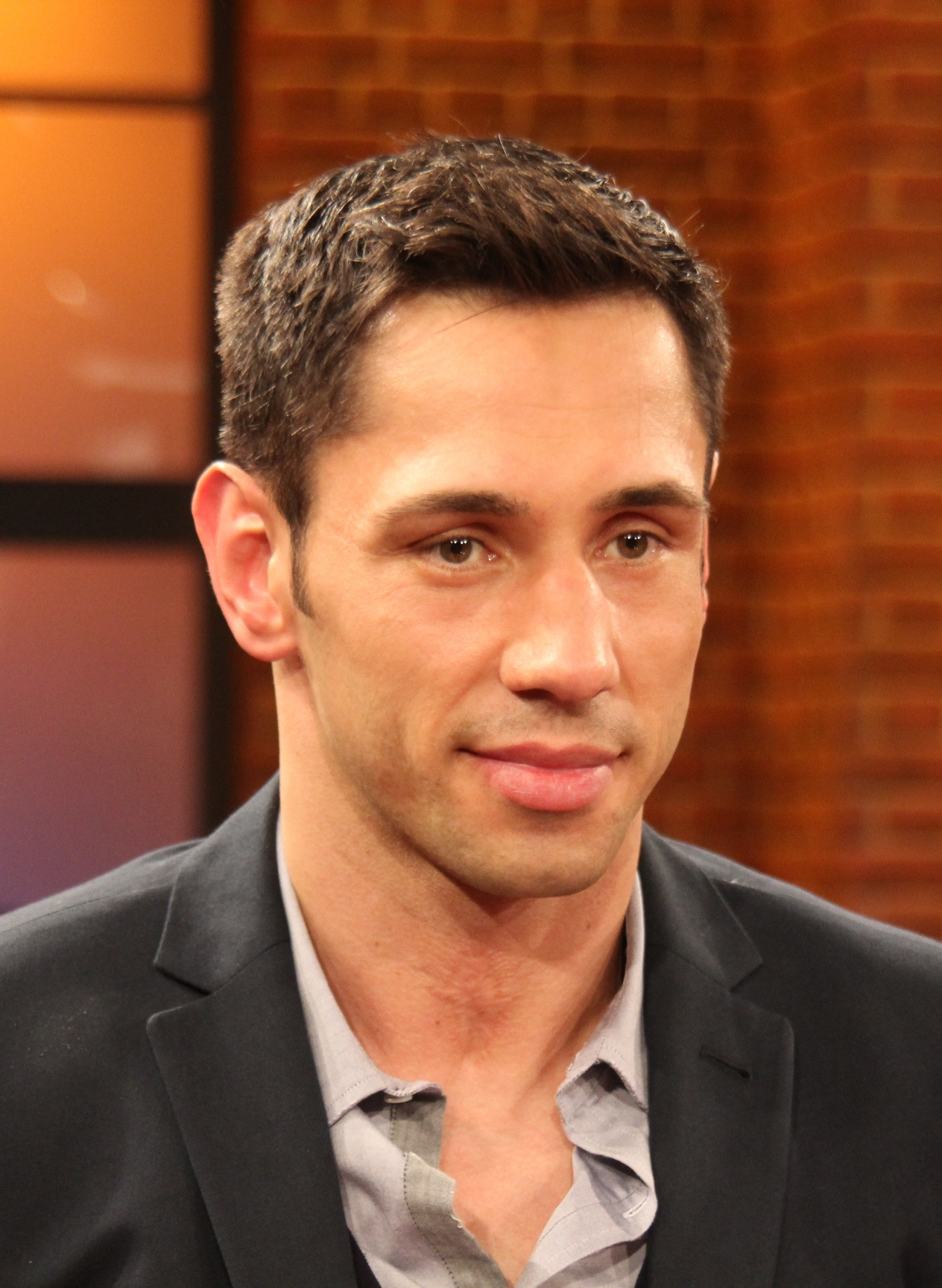
Felix Sturm

## Amateurcarrière
Felix Sturms amateurrecord is: 122 partijen en daarvan 113 gewonnen partijen.

## Profcarrière
Felix Sturm had zijn eerste profpartij op 27 januari 2001 tegen António Ribeiro en deze won hij door punten na vier ronden. Hierna had hij nog veertien partijen die hij allemaal won.Hij bokste op 8 maart 2003 voor de IBF jeugd middengewicht titel tegen Javier Alberto Mamani en hij won door een beslissing na tien ronden.Deze titel verdedigde hij tegen Tshepo Mashego met een gebroken hand maar, hij won weer door een beslissing na tien ronden.Hij won hierna de WBO middengewicht titel door Roberto Mario Vecchio te verslaan in de vijfde ronde door een technisch k.o..Deze titel verdedigde hij nog twee keer met succes en daarna verloor hij tegen Oscar De La Hoya door een beslissing na twaalf ronden.Hij veroverde dezelfde titel weer tegen Robert Frazier door een beslissing na twaalf ronden. Het jaar daarop verdedigde hij deze titel twee keer met succes tegen Bert Schenk en Jorge Sendra. Hij zou op 26 november 2005 tegen de Nieuw-Zeelander Maselino Masoe boksen maar dit ging niet door door een elleboogblessure van Felix Sturm. Op 11 maart 2006 bokste hij wel tegen Masoe en won na 12 ronden op punten. Op 19 februari 2011 werd hij wereldkampioen middengewicht door de Amerikaan Ronald Hears in de zevende ronde knock-out te slaan.

## Gewonnen titels
- IBF jeugd middengewicht titel
- WBO middengewicht titel
- Wereldkampioen middengewicht (2011)